# Isostenosmylus nigrifrons
Isostenosmylus nigrifrons is een insect uit de familie watergaasvliegen (Osmylidae), die tot de orde netvleugeligen (Neuroptera) behoort. 
Isostenosmylus nigrifrons is voor het eerst wetenschappelijk beschreven door Kimmins in 1940. De soort komt voor in Ecuador.